# 글리옥살
글리옥살(영어: glyoxal)은 화학식 OCHCHO을 갖는 유기 화합물이다. 크기가 가장 작은 다이알하이드이다. (2개의 알데하이드기가 있는 화합물) 결정 고체이며 낮은 온도에서는 백색, 녹는점 15 °C 주변에서는 황색이다. 액체는 황색이며 수증기는 녹색이다.

## 속성
헨리의 법칙에 따르면:
{\displaystyle K_{\text{H}}=4.19\times 10^{5}\times \exp \left[{\frac {6.22\times 10^{4}\,{\text{kJ}}\,{\text{mol}}^{-1}}{R}}\times \left({\frac {1}{T}}-{\frac {1}{298\,{\text{K}}}}\right)\right]\,{\text{M}}\,{\text{atm}}^{-1}.}

## 안전
LD50(구강 투여, 쥐)은 3300mg/kg이다. 일반 소금의 LD50은 3000 mg/kg이다.